# Čimelice
Čimelice, Duits: Tschimelitz, is een gemeente in Tsjechië in de regio Zuid-Bohemen. Čimelice telde 1 019 inwoners in 2024.
Het dorp Čimelice ligt op de weg van Praag naar Zuid-Bohemen. Er zijn in het dorp een kasteel uit 1720, een treinstation aan de spoorlijn van Zdice naar Písek, een kerk, en een vijver in het centrum van het dorp. Het dorp staat verder bekend om de tuinmarkten, die er worden gehouden. Er liggen ten oosten van het dorp enkele kleine meren en de rivier de Skalice, een zijrivier van de Otava.
De gemeente Rakovice ligt direct ten westen tegen Čimelice aan.

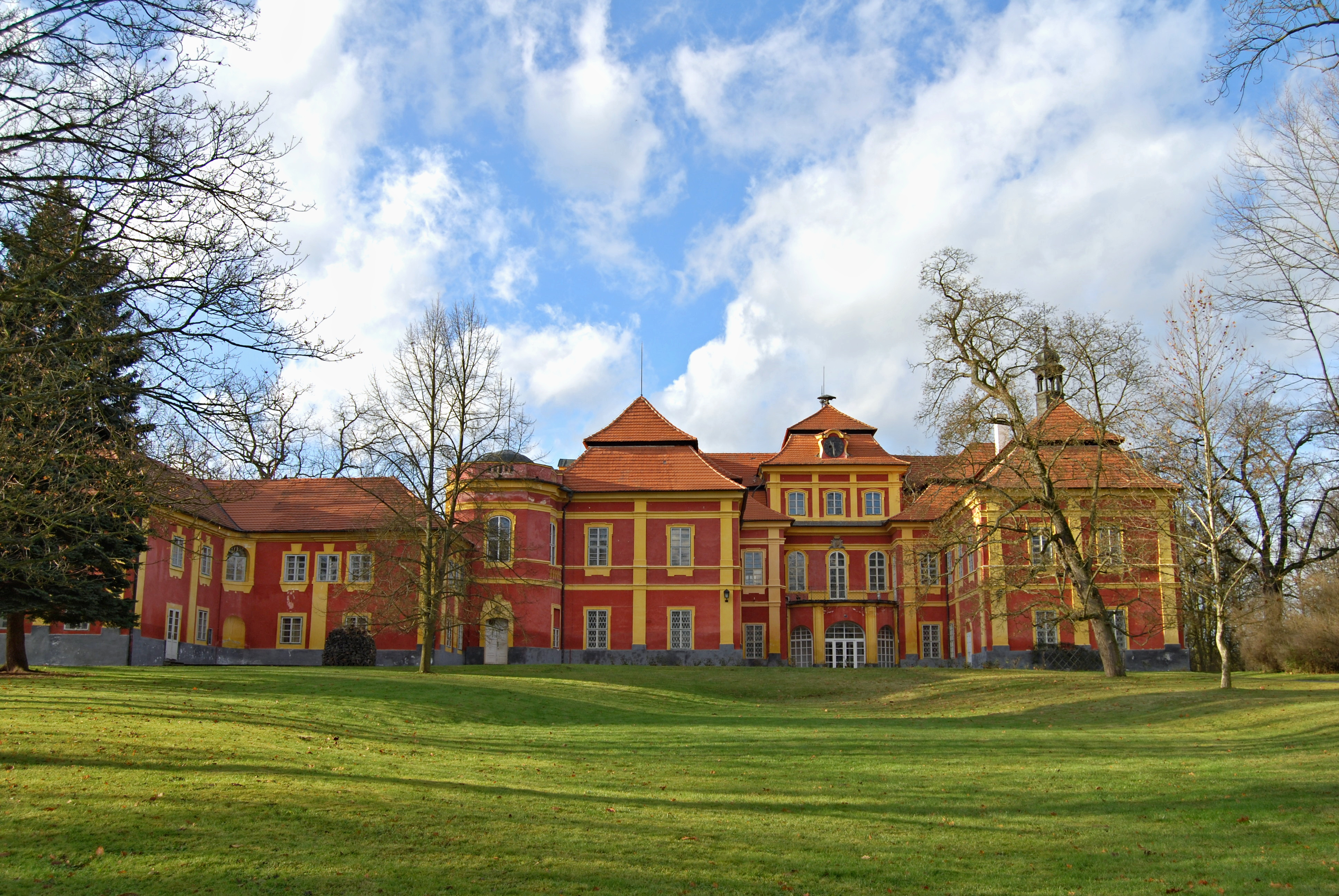

Albrechtice nad Vltavou ·
Bernartice ·
Borovany ·
Boudy ·
Božetice ·
Branice ·
Cerhonice ·
Čimelice ·
Čížová ·
Dobev ·
Dolní Novosedly ·
Drhovle ·
Heřmaň ·
Horosedly ·
Hrazany ·
Hrejkovice ·
Chyšky ·
Jetětice ·
Jickovice ·
Kestřany ·
Kluky ·
Kostelec nad Vltavou ·
Kovářov ·
Kožlí ·
Králova Lhota ·
Křenovice ·
Křižanov ·
Kučeř ·
Květov ·
Lety ·
Milevsko ·
Minice ·
Mirotice ·
Mirovice ·
Mišovice ·
Myslín ·
Nerestce ·
Nevězice ·
Okrouhlá ·
Olešná ·
Orlík nad Vltavou ·
Osek ·
Oslov ·
Ostrovec ·
Paseky ·
Písek ·
Podolí I ·
Probulov ·
Protivín ·
Přeborov ·
Předotice ·
Přeštěnice ·
Putim ·
Rakovice ·
Ražice ·
Sepekov ·
Skály ·
Slabčice ·
Smetanova Lhota ·
Stehlovice ·
Tálín ·
Temešvár ·
Varvažov ·
Veselíčko ·
Vlastec ·
Vlksice ·
Vojníkov ·
Vráž ·
Vrcovice ·
Záhoří ·
Zbelítov ·
Zběšičky ·
Zhoř ·
Zvíkovské Podhradí ·
Žďár